# Hu Tianbao

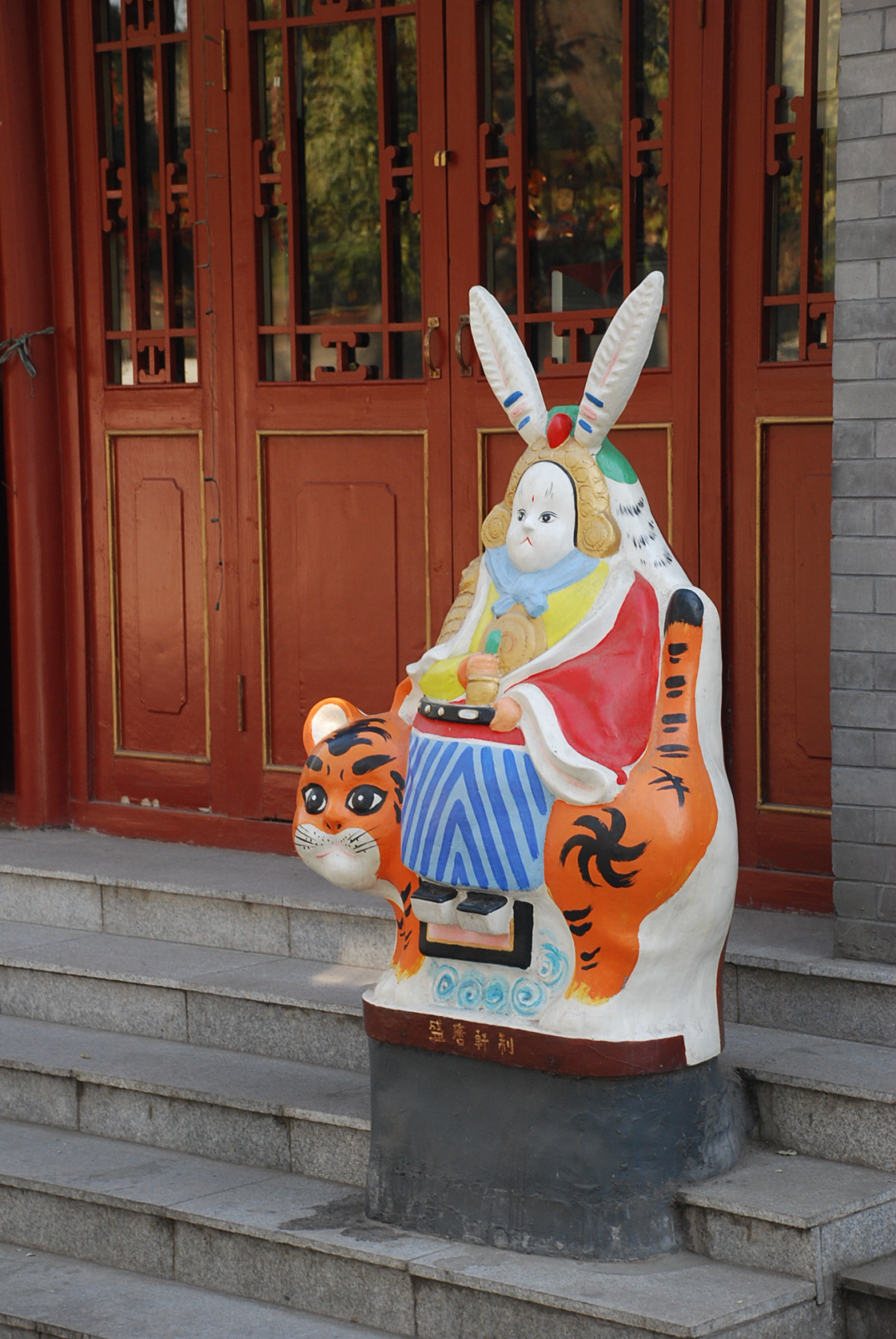
Tu'er Shen, Dios Conejo o Dios de los Homosexuales, deificación de Hu Tianbao.

En la religión tradicional china, Hu Tianbao (en chino: 胡天保, pinyin: hú tiānbăo; a veces también como 'Wu Tien Bao') era un dios, el llamado Dios Conejo (en chino: 兔儿神), al que los hombres de la ciudad de Fuzhou (pinyin: Fúzhōu), en la provincia de Fujian, rezaban cuando se habían enamorado de un joven y querían ganar su amor.
Hu Tianbao, que era por tanto un dios del amor homosexual, tenía su origen en un hombre nacido en Fuzhou, donde vivió toda su corta existencia; no se sabe con certeza el año de nacimiento, pero según testimonios indirectos, parece que nació durante los primeros años de la dinastía manchú Qing, en torno a 1644. 
Hu Tianbao se enamoró de un hermoso, inteligente y joven magistrado y comenzó a perseguirlo de manera obsesiva, presenciando todos los actos públicos en los que aparecía. Un día, cegado por su pasión, espió al objeto de su deseo mientras estaba haciendo sus necesidades. Al ser descubierto, fue arrestado y torturado a base de bastonazos hasta que confesó su atracción por el magistrado. Éste, enrabiado, ordenó aumentar los golpes hasta que le provocaron la muerte.
La leyenda narra que, debido a que el crimen de Hu Tianbao era por amor, los funcionarios del submundo decidieron reparar la injusticia convirtiéndolo en un dios protector del amor homosexual. Poco después de su muerte, Hu se apareció a su amado para decirle las siguientes palabras: 

Aunque haya sido inadecuado espiar a un hombre, ha sido realizado sólo por motivos del corazón y no debería haber sido castigado con la muerte. Ahora el juez de la Prefectura Oscura me ha nombrado dios de los conejillos, encargado de las cuestiones del amor entre hombres: deberás construir un templo en mi honor.

Más allá del embellecimiento legendario, el hecho es que alguien construyó un templo en memoria de Hu Tianbao. El culto de Hu Tianbao continuó discretamente durante casi un siglo antes de atraer la atención de la autoridad. El primero en dar testimonio del culto fue Zhu Gui (1731-1807), intendente del circuito de tasación del grano de Fujian en 1765, en su libro Cultos prohibidos e inmorales. Zhu Gui describe la estatua del templo como «dos hombres abrazados; la cara de uno algo canosa por la edad y el otro tierno y pálido». Prosigue con la descripción del culto:

Todos esos bribones viciosos y desvergonzados que, viendo a mozos u hombres jóvenes, desean tener relaciones ilícitas con ellos, rezan para conseguir ayuda del ídolo de yeso. Luego hacen planes para atraer y obtener el objeto de su deseo. Esto se conoce como «la ayuda secreta de Hu Tian Bao»

Si la petición había tenido éxito, los creyentes volvían al templo, conocido como «Pequeño Templo Oficial», para embadurnar la boca del dios con intestinos de cerdo mezclados con azúcar.
La estatua y las tablillas de madera encontradas en el templo fueron destruidas por Zhu Gui en un intento de «mejorar el nivel moral» de los habitantes de Fuzhou. El templo fue destruido por los japoneses durante la Segunda Guerra Mundial.